# Teluk Melintang (Serai Serumpun)
Teluk Melintang is een bestuurslaag in het regentschap Tebo van de provincie Jambi, Indonesië. Teluk Melintang telt 867 inwoners (volkstelling 2010).